# Вилья-де-Альварес (муниципалитет)
Вилья-де-А́льварес (исп. Villa de Álvarez) — муниципалитет в Мексике, в штате Колима, с административным центром в одноимённом городе. Численность населения, по данным переписи 2020 года, составила 149 762 человека .

## Общие сведения
Название Villa de Álvarez дано в честь первого губернатора штата Колима — Мануэля Альвареса.
Площадь муниципалитета равна 288 км², что составляет 5,1 % от общей площади штата, а наиболее высоко расположенное поселение Лос-Собринос находится на высоте 1528 метров.
Он граничит с другими муниципалитетами штата Колима: на севере с Комалой, на востоке с Куаутемоком, на юге с Колимой и Кокиматланом, и на западе с Минатитланои.

## Учреждение и состав
Муниципалитет был образован в 1881 году, по данным 2020 года в его состав входит 65 населённых пунктов, самые крупные из которых:
| Код INEGI                  | Населённый пункт                                                                                              | Численность населения (2005 год) | Численность населения (2010 год) | Численность населения (2020 год) |
| -------------------------- | --- | -------------------------------- | -------------------------------- | -------------------------------- |
| 010                        | Всего | 100121                           | 119956                           | 149762                           |
| 0001                       | Вилья-де-Альварес (исп. Ciudad de Villa de Álvarez) 19°15′53″ с. ш. 103°44′12″ з. д. (административный центр) | 97701                            | 117600                           | 147496                           |
| 0015                       | Хулуапан (исп. Juluapan) 19°18′29″ с. ш. 103°49′50″ з. д.                                                     | 388                              | 450                              | 500                              |
| 0011                       | Эль-Чивато (исп. El Chivato (Providencia)) 19°19′37″ с. ш. 103°41′55″ з. д.                                   | 107                              | 173                              | 282                              |
| 0022                       | Эль-Мискуате (исп. El Mixcuate) 19°18′57″ с. ш. 103°56′04″ з. д.                                              | 274                              | 303                              | 224                              |
| 0086                       | Эль-Нуэво-Наранхаль (исп. El Nuevo Naranjal) 19°24′03″ с. ш. 103°40′09″ з. д.                                 | 139                              | 123                              | 194                              |
| 0014                       | Лас-Хойитас (исп. Las Joyitas) 19°19′55″ с. ш. 103°40′49″ з. д.                                               | 146                              | 187                              | 187                              |
| 0002                       | Агуа-Дульсе (исп. Agua Dulce) 19°17′20″ с. ш. 103°53′24″ з. д.                                                | 139                              | 146                              | 180                              |
| 0037                       | Пуэбло-Нуэво (исп. Pueblo Nuevo) 19°19′11″ с. ш. 103°55′21″ з. д.                                             | 203                              | 220                              | 164                              |
| —                          | Прочие | 1024                             | 754                              | 535                              |
| Названия на карте Генштаба | |                                  |                                  |                                  |

## Экономическая деятельность
По статистическим данным 2000 года, работоспособное население занято по секторам экономики в следующих пропорциях:
- сельское хозяйство, животноводство и рыбная ловля — 4,6 %;
- промышленность и строительство — 21,8 %;
- торговля, сферы услуг и туризма — 71,5 %;
- безработные — 2,1 %.

## Инфраструктура
По статистическим данным 2020 года, инфраструктура развита следующим образом:
- электрификация: 99,4 %;
- водоснабжение: 98,4 %;
- водоотведение: 99,5 %.

## Фотографии
| - Эль-Каррисаль - Традиционное чарро - Археологическая зона Ла-Кампана |